# 테이크오프 (래퍼)
커슈닉 카리 볼(Kirshnik Khari Ball, 1994년 6월 18일 ~ 2022년 11월 1일)은 예명 테이크오프(Takeoff)로 알려졌던 미국의 래퍼이다. 그는 미고스의 멤버로 활동했었다.
2022년 11월 1일, 텍사스주 휴스턴에서 총격을 받아 살해되었다.